# Јошиаки Ота
Јошиаки Ота (јап. 太田 吉彰; 1. јун 1983) јапански је фудбалер.

## Каријера
Током каријере играо је за Џубило Ивата и Вегалта Сендај.

## Репрезентација
Са репрезентацијом Јапана наступао је на азијска купа 2007.